# Ла-От-Бом
Ла-От-Бом (фр. La Haute-Beaume, окс. La Bauma Auta) — коммуна во Франции, находится в регионе Прованс — Альпы — Лазурный Берег. Департамент коммуны — Верхние Альпы. Входит в состав кантона Аспр-сюр-Бюэш. Округ коммуны — Гап.
Код INSEE коммуны — 05066.

## Население
Население коммуны на 2008 год составляло 10 человек.
| 1962 | 1968 | 1975 | 1982 | 1990 | 1999 | 2008 |
| ---- | ---- | ---- | ---- | ---- | ---- | ---- |
| 31   | 6    | 14   | 10   | 10   | 10   | 10   |

## Экономика
В 2007 году среди 9 человек в трудоспособном возрасте (15—64 лет) 2 были экономически активными, 7 — неактивными (показатель активности — 22,2 %, в 1999 году было 33,3 %). Из 2 активных работали 2 мужчин, безработных не было. Среди 7 неактивных 4 человека были пенсионерами, 3 были неактивными по другим причинам.